# سونگی وانگ پلازا
سونگی وانگ پلازا (مالایی: Plaza Sungei Wang) یک بازار بزرگ خرید با مالکیت چند لایه‌ای (strata title) در منطقهٔ بوکیت بینتانگ، کوالا لامپور، مالزی است.
مجموع مساحت بخش خرده فروشی در این بازار بزرگ خرید، در حدود ۸۰۰٬۰۰۰ فوت مربع می‌باشد که مستأجران ثابت و اصلی آن، از جمله جاینت هایپرمارکت، جی‌یو‌ام‌پی‌ای@ سونگی وانگ (JUMPA @ Sungei Wang)، بلاستارکارز، کمپ‌۵ و ام‌آر. دی‌آی‌وای (MR. DIY) می‌باشند. این بازار بزرگ خرید توسط ایستگاه بوکیت بینتانگ ام‌آر‌تی/ایستگاه بوکیت بینتانگ مونوریل در دسترس است.